# Hot Boyz
Los Hot Boyz (estilizado como Hot Boy$) fueron un grupo estadounidense de hip hop procedente de Nueva Orleans, y que estaba formado por B.G., Juvenile, Lil Wayne, y Turk. Formaban parte del popular sello discográfico Cash Money Records, y estuvieron activos cuatro años, desde 1997 hasta 2001. Volvieron durante un corto periodo de tiempo en el año 2007, pero después volvieron a sus correspondientes proyectos en solitario.

## Biografía
El grupo original constaba de Lil Wayne, B.G., Juvenile, Bulletproof y Turk. El éxito parecía crecer sin freno, pero esta progresión se vio sacudida por los incidentes cuando dos integrantes de los Hot Boyz dejaron Cash Money. Los problemas a la discográfica llegaron cuando Juvenile y B.G., cuestionaron la situación financiera de Brian "Baby" Williams, CEO de Cash Money. Algunos de sus artistas afirmaban sentirse estafados ya que utilizaba sus ganancias para sus lujosos hábitos. El primero en dejar la casa fue B.G. (acusando a Brian "Baby" Williams de no pagarle ni un dólar por los álbumes publicados antes de 1998), después, en 2001 Juvenile (reclamando que solo había recibido la mitad del dinero acumulado en las giras durante 4 años, tampoco recibió el pago verdadero que le correspondía por el álbum platino 400 Degreez) y Turk también lo hicieron, quedando sólo Big Tymers y Lil Wayne, quien continuó su carrera en solitario. 
El término "Hot Boyz" fue adoptado por cuatro amigos de Magnolia Projects, en Nueva Orleans, debido a su afición por llevar el color rojo y tener todo tipo de lujos en el barrio. Gangsta, Sterling, Dooney y Mosquito fueron matones de las calles de Nueva Orleans, y se rumoreaba que cuando los Hot Boyz dejaban las calles, el índice de asesinatos disminuía.
Terrance "Gangsta" Williams fue uno de los 25 hijos que tuvo Terrance Sr. Entre sus hermanastros estaban Ronald y Brian Williams, creadores de Cash Money Recods. Estos se dieron cuenta de aquello en un funeral, donde casualmente, Ronald se encontró con Terrance, y tuvieron una conversación sin saber que eran hermanos, al final de la misma, acabaron descubriendo que eran hermanastros. Terrance trabajó con sus hermanos en el desarrollo de su compañía, Cash Money. Cuando los artistas - que después formarían Hot Boyz - decidieron unirse en un supergrupo, Terrance dejó el nombre de su grupo a los prometedores artistas. Los "Hot Boyz" habían nacido.
De los Hot Boyz originales, Sterling, Dooney y Mosquito fueron asesinados, y Terrance, actualmente, está cumpliendo una condena de cadena perpetua por ordenar diferentes asesinatos.
El grupo publicó tres álbumes, Get It How You Live (400.000 ventas), Guerrilla Warfare (1.6 millones de ventas) y Let'em Burn (500.000 ventas).
En 2006 Turk fue sentenciado a 12 años de cárcel. Sin embargo salió en octubre del 2012, pero para entonces B.G. y Juvenile habían mostrado cierto resentimiento contra Cash Money y dejaron la productora ese año. No obstante Wayne negó inmediatamente que esto fuese cierto. En diciembre de ese año Turk lanzó al mercado un nuevo sencillo. Desafortunadamente para el grupo, ese mismo mes, B.G. fue arrestado y condenado a 14 años de cárcel por posesión de arma y oposición al arresto, por lo que el futuro del grupo es incierto por el momento.

## Discografía

### Álbumes de estudio
| Get It How U Live!                    | - Lanzado: 8 de octubre de 1997 - Productora: Cash Money - Formato: CD            | 20 | 22 | - Ventas: 300,000 |
| Guerrilla Warfare                     | - Lanzado: 27 de julio de 1999 - Productora: Cash Money, Universal - Formato: CD  | 5  | 1  | - US: Platino     |
| Let 'Em Burn                          | - Lanzado: 25 de marzo del 2003 - Productora: Cash Money, Universal - Formato: CD | 14 | 3  | - Ventas: 200,000 |
| "—" denota que no alcanzó las listas. |                                                                                   |    |    |                   |

### Sencillos
| "Neighborhood Superstar" (featuring Big Tymers) | 1997 | —  | —  | — | Get It How U Live! |
| "We on Fire"                                    | 1999 | —  | 49 |   | Guerrilla Warfare  |
| "I Need a Hot Girl" (featuring Big Tymers)      | 1999 | 65 | 23 | — | Guerrilla Warfare  |
| "Rock Ice" (featuring Big Tymers)               | 1999 | —  | —  | — | Blue Streak        |
| "My Section"                                    | 2003 | —  | —  | — | Let 'Em Burn       |
| "Gangsta Nigga"                                 | 2003 | —  | —  | — | Let 'Em Burn       |
| "—" denota que no alcanzó las listas.           |      |    |    |   |                    |